# فرانسیس ویلسون (بازیکن راگبی)
فرانسیس ویلسون (انگلیسی: Francis Wilson; ۱ ژانویهٔ ۱۸۷۶ – نامشخص) بازیکن راگبی ۱۵ نفره اهل بریتانیا بود.